# Julie Ochipinti
Julie Ochipinti ist eine US-amerikanische Szenenbildnerin. Bekannt wurden ihre Arbeiten aus Filmen wie Prestige – Die Meister der Magie oder Paranormal Activity: Die Gezeichneten.

## Leben und Karriere
Julie Ochipinti begann ihre Tätigkeit in Hollywood Ende der 1990er Jahre als Assistentin im Bereich Art Direction. Sie arbeitete für Filme wie The Tale of Sweety Barrett, Country oder Mit oder ohne – Was Männer haben sollten. Ihr Tätigkeitsbereich dehnte sich dann auch kurzzeitig auf das Arbeitsfeld des Set Dressers aus bei Im Fadenkreuz – Allein gegen alle. Mitte der 2000er Jahre war sie dann als Assistentin des Szenenbildners tätig, zum Beispiel bei Christopher Nolans Kinoproduktion Batman Begins. Nolan war es auch, der sie schließlich als mitverantwortliche Szenenbildnerin in sein Team für den Film Prestige – Die Meister der Magie mit Hugh Jackman und Christian Bale in den Hauptrollen holte. Bei der Verleihung 2007 erhielt der Film eine Oscar-Nominierung in der Kategorie Bestes Szenenbild für die Arbeit von Nathan Crowley und Julie Ochipinti.
Danach arbeitete sie für Kinoproduktionen wie 32A, The Open Road oder Glamour Girl im Pferdestall. 2014 schuf sie das Szenenbild für den Horrorthriller Paranormal Activity: Die Gezeichneten von Regisseur Christopher Landon.
Neben ihrer Tätigkeit beim Film arbeitete sie auch als Szenenbildnerin für acht Episoden der Fernsehserie Westworld.

## Auszeichnungen (Auswahl)
- 2007: Oscar-Nominierung in der Kategorie Bestes Szenenbild bei der Verleihung 2007 für Prestige – Die Meister der Magie zusammen mit Nathan Crowley

## Filmografie (Auswahl)

### Kino
- 2003: Die Journalistin (Veronica Guerin) (Art director)
- 2004: Man About Dog (Art director)
- 2006: Wristcutters: A Love Story
- 2006: Prestige – Die Meister der Magie (The Prestige)
- 2007: 32A
- 2009: The Open Road
- 2011: Glamour Girl im Pferdestall (The Greening of Whitney Brown)
- 2014: Paranormal Activity: Die Gezeichneten (Paranormal Activity: The Marked Ones)

### Fernsehserien
- 2016–2022: Westworld (36 Episoden)